# ミドリフグ
ミドリフグ（緑河豚、学名：Dichotomyctere nigroviridis 英: Green spotted pufferfish）は、フグ科に属する魚類。

## 形態
体長は最大で17 cm。Green spotted puffer または Spotted green puffer の英名が示すように、背部および体側部は黄緑色で黒い斑紋がある。腹部は白色である。

## 生態
インド、スリランカ、タイ、インドネシア、フィリピン等に分布する熱帯魚である。
汽水性で、淡水域に遡上することも多い。
食性は雑食性。野生個体はおもに小型の無脊椎動物を捕食するほか、藻類その他の植物質も摂食する。

## 人との関わり
観賞魚としてポピュラーであり、2-3 cm程度の幼魚が多くの熱帯魚店等で売られている。同種または他の温和な魚と同一水槽で飼育可能な場合もあるが、攻撃性が強く、鰭や鱗をかじることも多いので、一般には単独飼育が勧められている。飼育下では10 cmを超えない場合が多い。
飼育下では生き餌あるいはアカムシ（ユスリカの幼虫）等の冷凍餌を好むが、ごく初期の頃から固形配合飼料に慣れさせれば人工飼料でも食べる場合もある。硬い餌を噛み砕く摂餌行動に適応して歯が伸び続け、伸び過ぎると摂餌が困難となるため、歯の先端を切る必要が生じる。水槽にサンゴの小片を入れておくとそれを齧り、歯の伸び過ぎを防止できる場合がある。
短期的には淡水での飼育も可能だが、長期飼育には塩分が必要である。幼魚時には海水の1/4程度の塩濃度が適する。成魚は主に海で活動すると考えられているので、成長にともなって飼育水の塩濃度を増やし、成魚では半海水以上とするのが良いとされている。適温は 24-28 ℃、海水に近い pH 8 程度のアルカリ性が好適である。 

## ゲノムプロジェクト
ゲノムサイズが既知の脊椎動物中、最小のゲノムを有することから、遺伝学におけるモデル生物として選択されている。2004年には本種ゲノムのドラフト配列が発表された。

## 毒性
本種もトラフグなどと同様にフグ毒（テトロドトキシン）を持つ。毒量は皮膚に多く、消化管・筋肉には少ない。肝臓には毒を持たない。飼育個体が毒化するかどうかは不明である。